# Epidesma pseudothetis
Epidesma pseudothetis là một loài bướm đêm thuộc phân họ Arctiinae, họ Erebidae.